# Études sur Paris
Études sur Paris est un film documentaire français réalisé par André Sauvage sorti en 1928.

## Fiche technique
- Réalisation et montage : André Sauvage
- Photographie : Jean de Miéville et André Sauvage
- Production :  André Sauvage
- Format : Noir et blanc - Muet
- Genre : Documentaire
- Durée : 76 minutes

## Musique
En 2012, Baudime Jam a composé une partition originale pour l'accompagnement en direct du film. Elle a été créée et enregistrée par le Quatuor Prima Vista.